# Paulo Freire
Paulo Reglus Neves Freire (pronunciación en portugués: /ˈpawlu ˈfɾeiɾi/ (escucharⓘ)) (Recife, Pernambuco, 19 de septiembre de 1921-São Paulo, 2 de mayo de 1997) fue un pedagogo, educador y filósofo brasileño. Es considerado uno de los pensadores más notables en la historia de la pedagogía a nivel mundial, tanto por su representación de la pedagogía crítica, como por su orientación marxista. Es conocido por su influyente trabajo, llamado la Pedagogía del oprimido (1969), que generalmente se considera uno de los textos fundamentales del movimiento de pedagogía crítica. Entre otras ideas, Freire proponía la autonomía como fundamento pedagógico en la escuela.

## Biografía
Hijo de una familia de clase media pobre de Recife, Brasil, nació el 19 de septiembre de 1921. Freire conoció la pobreza y el hambre durante la Gran Depresión de 1929, una experiencia que formó sus preocupaciones por los pobres y que le ayudaría a forjar su perspectiva educativa.
Freire ingresó en la Universidad de Recife en 1943, en la Facultad de Derecho, donde estudió filosofía y psicología del lenguaje al mismo tiempo. Se incorporó en la burocracia estatal, pero nunca practicó la abogacía, sino que prefirió dar clases de portugués en secundaria. En 1944 se casó con Elza Maia Costa de Oliveira, que era profesora de primaria. Tuvieron cinco hijos y colaboraron durante toda su vida, hasta el fallecimiento de Elza en 1986.
En 1946 fue nombrado director del Departamento de Educación y Cultura del Servicio Social en el Estado de Pernambuco. Trabajando principalmente entre los pobres que no sabían leer ni escribir, Freire empezó a adoptar un método no ortodoxo de lo que puede ser considerado una variación de la teología de la liberación. En esa época, leer y escribir eran requisitos para votar en las elecciones presidenciales brasileñas.

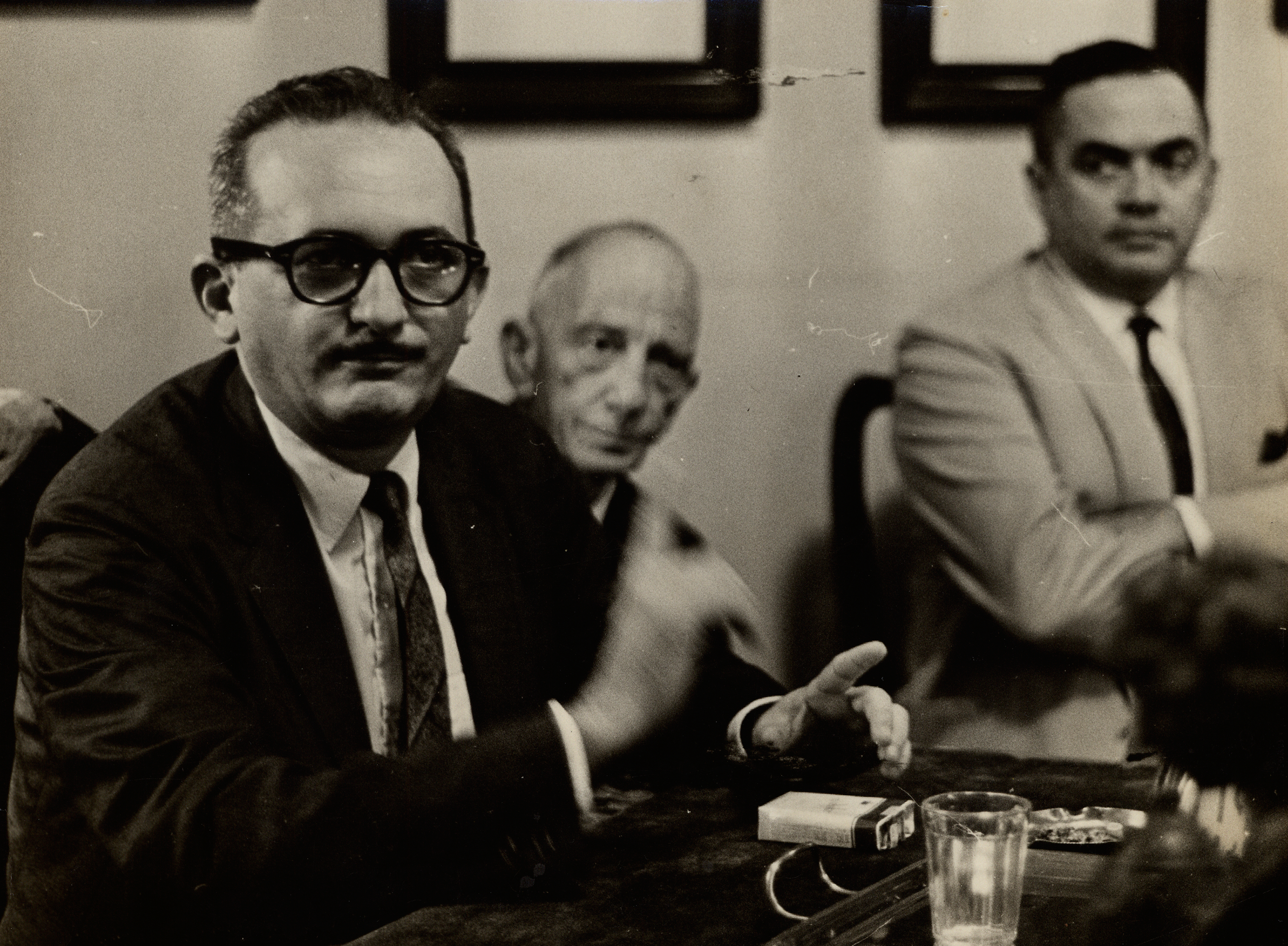
Paulo Freire, 1963.

En 1961 fue nombrado director del Departamento de Extensión Cultural de la Universidad de Recife, y en 1962 tuvo la primera oportunidad de aplicar de manera significativa sus teorías, cuando se les enseñó a leer y escribir a 300 trabajadores de plantíos de caña de azúcar en tan solo 45 días. En respuesta a estos buenos resultados, el gobierno brasileño aprobó la creación de miles de círculos culturales en todo el país.
En 1964 un golpe de Estado militar puso fin al proyecto: Freire fue encarcelado, bajo el cargo de traidor, durante 70 días. Tras un breve exilio en Bolivia, trabajó en Chile durante cinco años para el Movimiento Demócrata Cristiano por la Reforma Agraria y la Organización para la Alimentación y la Agricultura de las Naciones Unidas.
En 1967 Freire publicó su primer libro, La educación como práctica de la libertad. El libro fue bien recibido y se le ofreció el puesto de profesor visitante en la Universidad de Harvard en 1969. El año anterior había escrito su famoso libro Pedagogía del oprimido, que fue publicado en inglés y en español en 1970. Debido al conflicto político entre las sucesivas dictaduras militares autoritarias y Freire socialista cristiano, el libro no fue publicado en Brasil hasta 1974, cuando el general Ernesto Geisel tomó control de Brasil e inició su proceso de apertura política, no democrática.
En 1997, el 2 de mayo, a sus 75 años, falleció Paulo Freire; días antes de su muerte, él mismo aún debatía sobre las nuevas perspectivas de la educación en el mundo. Su pensamiento pedagógico continúa vigente en nuestros días. Se considera que sus aportes sobre la alfabetización crítica emancipadora son un referente obligado en las nuevas aproximaciones socioculturales sobre la lectura y la escritura en el mundo contemporáneo. Así, por ejemplo, las teorías críticas y los Nuevos Estudios de Literacidad, recuperan buena parte del legado freiriano.
La pedagogía crítica constituye un campo de docencia e investigación que ha tenido como impulsor principal a Freire. En esta línea de trabajo se encuentran los estudios de Giroux, McLaren, Apple, Macedo, Pierre Furter y Ernani Fiori. De acuerdo con Giroux: «Freire no es solamente un hombre de su tiempo, sino que es un hombre que pertenece al futuro, por ser visionario y partidario de su esencia».

## Pedagogía crítica
La pedagogía crítica ha sido considerada en la actualidad como el nuevo camino de la pedagogía, una en la cual se invite a las dos partes involucradas a construir sociedad desde la conciencia de los problemas sociales que se viven a diario y que afectan de manera directa e indirecta a las aulas de clase. Uno de los representantes de esta pedagogía fue Paulo Freire. Freire planteó que la educación en cada país debe convertirse en un proceso político, cada sujeto hace política desde cualquier espacio donde se encuentre y el aula de clase no puede ser indiferente frente a este proceso; para este crítico de la educación, se debe construir el conocimiento, desde las diferentes realidades que afectan a los dos sujetos políticos en acción, aprendiz y maestro.
El maestro debe ser el ente que lleve a los aprendices a pensarse la sociedad en la cual están desarrollando su proceso de aprendizaje, deben construir desde los conocimientos previos que estos llevan al aula de clase, ya que son ellos un reflejo visible y fiable de las realidades sociales. Estos conocimientos proceden de su entorno, y se seleccionan por su impacto problemático y resolutivo en la vida de la comunidad escolar. Por su parte el aprendiz debe construir el conocimiento como un acto político, desde la relación con el maestro y los demás aprendices dentro del aula, para pasar de ser seres sociales pasivos a seres sociales activos, críticos y pensantes de la sociedad en la que están sumergidos. El pensamiento crítico dentro del aula no puede llevar a sus entes a ser seres negativos, por el contrario el negativismo debe estar totalmente alejado del pensamiento crítico para no sesgar la mirada a lo positivo que se está viviendo y poder seguir construyendo desde la realidad.
Es precisamente de la pedagogía crítica propuesta por Freire de donde se desprende la Literacidad crítica que ha tenido como uno de sus principales autores al español Daniel Cassany, entre otros. Entendida como todo aquello que esté relacionado con la gestión de la ideología de los discursos, al leer y escribir, engloba todos los conocimientos, habilidades y actitudes y valores derivados del uso generalizado, histórico, individual y social del código escrito. Sin embargo, encontramos otros autores que al igual que Cassany han tenido en el maestro Freire a su principal fundamento para hablar de Literacidad crítica. La razón es que el maestro cree en despertar la conciencia de los estudiantes sobre las posibilidades que existen en el mundo para que, en lugar de conformarse, puedan tomar acciones con el fin de transformar sus vidas. La Literacidad crítica como componente de la pedagogía crítica, se centra en el lenguaje. Shor define la literacidad crítica como “el uso del lenguaje que cuestiona la construcción social del individuo” (1999:4)”.
Finalmente, para Freire no hay práctica docente sin curiosidad, sin incompletud, sin ser capaces de intervenir en la realidad, sin ser capaces de ser hacedores de la historia y a la vez siendo hechos por la historia. Teniendo que elaborar una pedagogía crítica que nos de instrumentos para asumirnos como sujetos de la historia. Práctica que deberá basarse en la solidaridad.

### Alfabetización crítica
La alfabetización crítica, también conocida como alfabetización liberadora o conscientizadora, es el pensamiento pedagógico de Freire, así como su propuesta para la alfabetización de adultos, que inspiraría los principales programas de alfabetización en Brasil a comienzos de los años 60. Freire elaboró una propuesta de alfabetización cuyo principio básico era  "A leitura do mundo precede a leitura da palavra" (La lectura del mundo precede a la lectura de la palabra). Su objetivo es, incluso antes de iniciar el proceso de alfabetización, llevar al educando a asumirse como sujeto de aprendizaje, como ser capaz y responsable; así como también sobrepasar la compresión mágica de la realidad y desmitificar la cultura letrada, la cual el educando está iniciando. Durante este proceso el estudiante va desarrollando una visión crítica que le permitirá convertirse en un agente de cambio y/o producción cultural, en oposición al modelo de reproducción cultural que impera en la escuela.
En sus reflexiones sobre el acto de leer, Freire explica como en su primera infancia lo primero que aprendió a leer fue su mundo inmediato que, aunque pequeño, brindaba una gran riqueza de experiencias sensoriales.  Sonidos, olores, colores y texturas representan los “textos”, “palabras” y “letras” en este contexto. Esta primera lectura se ve enriquecida también por el universo del lenguaje de los mayores quienes en sus conversaciones, a las cuales se ven expuestos los niños, expresan sus creencias, gustos, recelos y valores. Para Freire, sus padres y su profesora de infancia, Eunice Vasconcelos, desempeñaron un papel importante en este proceso; él resalta la importancia de esa primera experiencia con la lectura, en donde el adulto puede tener un rol significativo, promoviéndolo o dificultándolo. Ya en su adolescencia, junto a su profesor de lengua portuguesa, José Pessoa, Freire constituye la comprensión crítica, a través del ejercicio de la percepción crítica de los textos leídos, textos que se ofrecían a su búsqueda inquieta. Poco después, a la edad de veinte años, Freire empieza su labor como docente en los primeros cursos de secundaria y es allí cuando él comienza a poner en práctica su propuesta al permitir a los curiosos estudiantes descubrir los contenidos académicos en forma dinámica y viva, en el cuerpo mismo de los textos. La memorización mecánica de la descripción de un objeto no primaba en el quehacer diario, por el contrario, se daba prioridad al aprendizaje de su significación profunda; de esta manera, se lograba la memorización y posterior fijación.
En los años 80, Freire junto con Macedo analizan los diferentes enfoques de alfabetización tradicional y plantean el enfoque de alfabetización liberadora como solución en el marco de las campañas de alfabetización en las colonias portuguesas en África.  Dicho análisis muestra las falencias de los modelos tradicionales al enseñar la lectura y escritura como simples técnicas de decodificación (enfoque académico y enfoque utilitario), asimismo estos enfoques fallan al ignorar el patrimonio cultural de los educandos (enfoque cognitivo y enfoque romántico), silenciando sus voces. Freire y Macedo, resaltan la importancia del lenguaje en la alfabetización y las expresiones de dicho lenguaje fuera del aula en prácticas vernáculas. Para ello, es necesario establecer un diálogo con el educando, en donde se diferencia hablar con el estudiente frente a hablarle al estudiante. Autores como Giroux pedagogía crítica y  Cassany nuevos estudios de literacidad entre otros, suscriben los planteamientos de Freire.  Cassany, por ejemplo, en sus estudios sobre las nuevas formas de leer y escribir del nuevo siglo, enfatiza en la importancia de lo vernáculo, al hacer referencia al uso de las nuevas tecnologías digitales tanto en el aula como fuera de ella.

### Educación bancaria
Paulo Freire en su libro Pedagogía del oprimido hace una crítica a la educación que toma a los educandos como recipientes en los cuales será depositado el saber. A este tipo de educación la llamó bancaría o pedagogía tradicional de los opresores puesto que, el educador es el único poseedor de conocimientos y es él quien va transmitir los conocimientos a los educados, de tal forma que estos se convierten en sujetos pasivos y por tanto en sujetos oprimidos.  En vez de comunicarse, el educador hace comunicados, meras incidencias, mientras que los alumnos reciben pacientemente, memorizan y repiten.
Freire hace referencia a una de las actividades que comúnmente desarrolla el docente, la narración. Nos dice que "La narración, cuyo sujeto es el educador, conduce a los educandos a la memorización mecánica del contenido narrado. Más aún, la narración los transforma en “vasijas”, en recipientes que deben ser “llenados” por el educador. Cuando más vaya llenando los recipientes con su depósitos, tanto mejor educador será. Cuanto más se dejen “llenar” dócilmente, tanto mejor educandos serán.”
En la concepción bancaria de la educación, el saber es una donación de los que se consideran sabios a los que juzgan ignorantes; el educador sabe, el educando no sabe. La educación liberadora hace que el educador sea también educado por educando, de manera que ambos pasan a ser educador-educando, los humanos nos educamos en común. La educación liberadora asume el conocimiento de la realidad como un proceso de concientización mutua y comunitaria, de carácter dialógico y creativo.
Freire consideró que la educación bancaria debe cambiar a una educación con una visión crítica del mundo en donde vivimos, puesto que, no permite la conciencia de la realidad y la liberación de los educandos y sólo sirve a la clase dominante u opresora.

### Pedagogía de la pregunta
Otra de las propuestas que realizó este pedagogo, se titula la pedagogía de la pregunta, que plantea en su libro Hacia una pedagogía de la pregunta. Esta pedagogía se basa en la creación del conocimiento a través de preguntas, donde el alumnado tanto como el profesor o profesora puedan aprender de ellas y provocar un enriquecimiento recíproco.
Freire considera que el conocimiento parte de la curiosidad, siendo las preguntas puramente curiosidad, ganas de explorar. Las respuestas que se consideran la única verdad son un bloqueo para el avance educativo, y por ello, este pedagogo consideraba fundamental enseñar a plantear preguntas en el ámbito escolar y no centrarse en buscar una única respuesta, si no considerar el proceso de búsqueda como lo realmente educativo.

## Legado e impacto
Desde la publicación de la edición en inglés en 1970, Pedagogía del oprimido ha tenido un gran impacto en la educación y la pedagogía en todo el mundo, especialmente como un trabajo definitorio de la pedagogía crítica.  Según el escritor israelí y teórico de la reforma educativa Sol Stern, ha "alcanzado un estatus casi icónico en los programas de formación de profesores de Estados Unidos".  También se han establecido conexiones entre la teoría del no dualismo de Freire en la pedagogía y las tradiciones filosóficas orientales como el Advaita Vedanta.
En 1977, el Proyecto de Aprendizaje de Adultos, basado en el trabajo de Freire, se estableció en el barrio de Gorgie-Dalry de Edimburgo, Escocia. Este proyecto contó con la participación de aproximadamente 200 personas en los primeros años, y tenía entre sus objetivos brindar oportunidades de aprendizaje local asequibles y relevantes y construir una red de tutores locales. En Escocia, las ideas de Freire sobre la educación popular influyeron en los movimientos activistas, no sólo en Edimburgo sino también en Glasgow.
Los principales exponentes de Freire en Norteamérica son Henry Giroux, Peter McLaren, Donaldo Macedo, Antonia Darder, Joe L. Kincheloe, Carlos Alberto Torres, Ira Shor y Shirley R. Steinberg. Uno de los textos editados de McLaren, Paulo Freire: Un encuentro crítico, expone el impacto de Freire en el campo de la pedagogía crítica. McLaren también ha proporcionado un estudio comparativo sobre Paulo Freire y el ícono revolucionario argentino Che Guevara. El trabajo de Freire influyó en el movimiento matemático radical en los Estados Unidos, que enfatiza las cuestiones de justicia social y la pedagogía crítica como componentes de los planes de estudios matemáticos.
En Sudáfrica, las ideas y los métodos de Freire fueron fundamentales para el Movimiento de la Conciencia Negra de la década de 1970, a menudo asociado con Steve Biko, así como el movimiento sindical en las décadas de 1970 y 1980, y el Frente Democrático Unido en la década de 1980. Hay un proyecto Paulo Freire en la Universidad de KwaZulu-Natal en Pietermaritzburg.
En 1991, el Instituto Paulo Freire se estableció en São Paulo para ampliar y desarrollar sus teorías de la educación popular. El instituto ha iniciado proyectos en muchos países y tiene su sede en la Escuela de Graduados de Estudios de Educación y Información de UCLA, donde mantiene activamente los archivos de Freire. Su director es el profesor de UCLA Carlos Torres, autor de varias obras freireanas, incluida A praxis educativa de Paulo Freire de 1978. 
En 1999 PAULO, una organización nacional de formación nombrada en honor a Freire, se estableció en el Reino Unido. Esta agencia fue aprobada por el Gobierno del Nuevo Laborismo para representar a unos 300.000 profesionales de la educación comunitaria que trabajan en todo el Reino Unido. A PAULO se le dio la responsabilidad formal de establecer los estándares de formación ocupacional para las personas que trabajan en este campo.
El Proyecto Paulo y Nita Freire para la Pedagogía Crítica Internacional se fundó en la Universidad McGill. Aquí Joe L. Kincheloe y Shirley R. Steinberg trabajaron para crear un foro dialógico para académicos críticos de todo el mundo para promover la investigación y recrear una pedagogía freireana en un dominio multinacional. Después de la muerte de Kincheloe, el proyecto se transformó en un recurso global virtual. 
Poco antes de su muerte, Freire estaba trabajando en un libro de ecopedagogía, una plataforma de trabajo llevada a cabo por muchos de los Institutos Freire y Asociaciones Freireanas en todo el mundo de hoy. Ha sido influyente para ayudar a desarrollar proyectos de educación planetaria como la Carta de la Tierra, así como innumerables campañas internacionales de base en el espíritu de la educación popular freireana en general.
Los métodos de alfabetización freireanos se han adoptado en todo el mundo en desarrollo. En Filipinas, las Comunidades Eclesiales de Base católicas adoptaron los métodos de Freire en la educación comunitaria. En Papúa Nueva Guinea, los métodos de alfabetización freireanos se utilizaron como parte de la Campaña de Alfabetización del Programa de Desarrollo Rural de las Tierras Altas del Sur financiada por el Banco Mundial.

## Homenajes

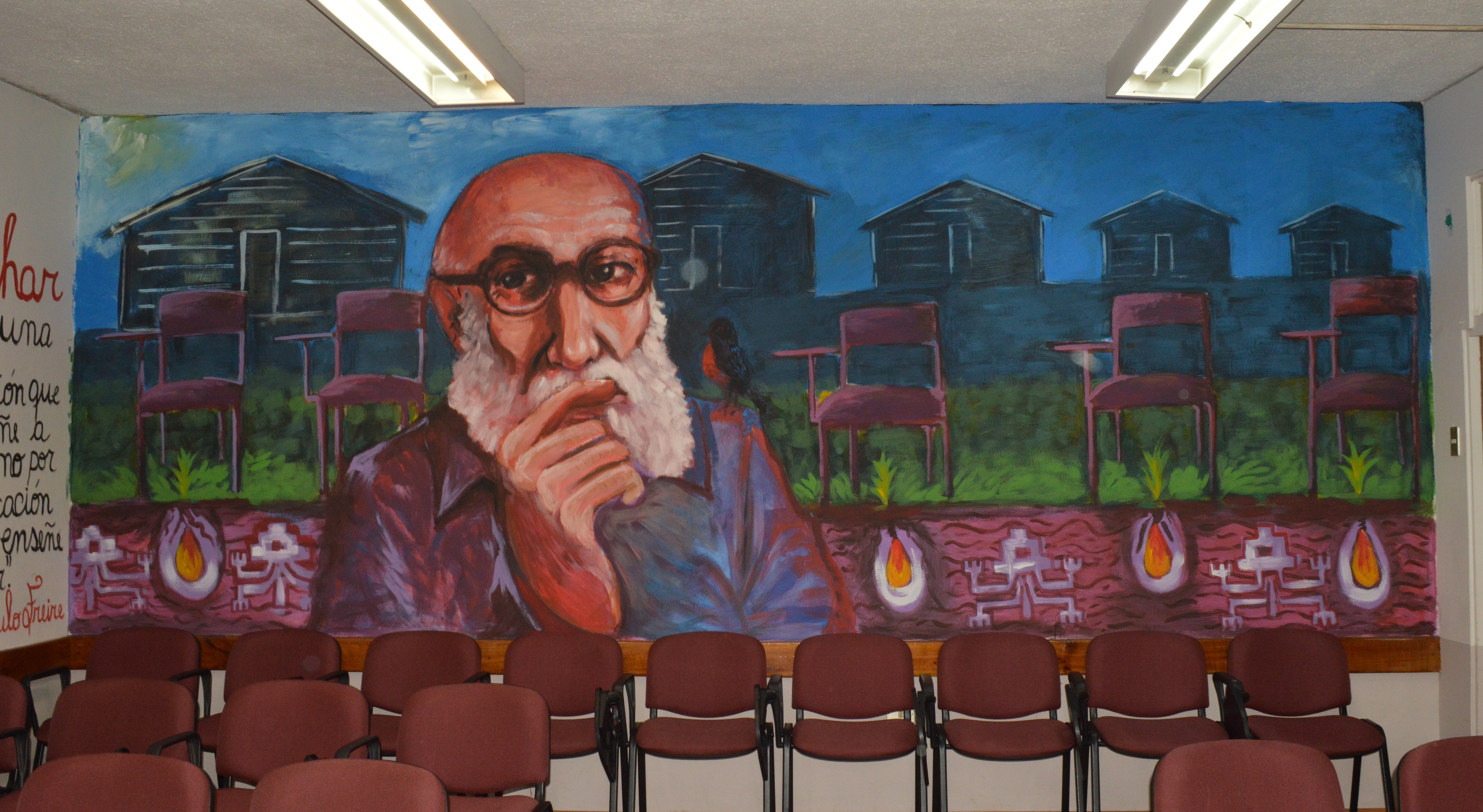
Mural en Campus La Castilla de la Universidad del Bío-Bío, Chile

Como educador obtuvo innumerables reconocimientos en diversas partes del mundo. Entre ellos se destaca, en la conmemoración número 92 del natalicio del educador en 2013, la inauguración de la primera estatua de Paulo Freire develada por la Internacional de la Educación en su ciudad natal, Recife, realizada por su amigo personal Abelardo Da Hora. En el acto participaron más de 700 educadores de todo el mundo reunidos en Brasil en el marco del II Encuentro Hacia un Movimiento Pedagógico Latinoamericano, organizado por la Federación de sindicatos de la educación Internacional de la Educación.
Con motivo de la conmemoración del 100.º aniversario de su nacimiento, Google le dedicó en homenaje un doodle el 19 de septiembre de 2021 visible en Brasil y algunos países latinoamericanos.

## Obra
- La educación y la realidad brasileña. Recife: Universidad Federal de Recife, 139p. (Tesis de licitación para la silla de Historia de la Educación y Filosofía de Bellas Artes de Pernambuco) (1959) / México: Siglo XXI Editores, (1a  ed. 2001), 208 p.

- El propósito de una administración. Recife: University Press, 90p. (1961)

- La alfabetización y la conciencia. Porto Alegre: Editora Emma. (1963)

- La educación como práctica de la libertad. Introducción Francis C. Weffort. Río de Janeiro: Paz e Terra, (19 ª ed, 1989, 150 p.) (1967) / México: Siglo XXI Editores, (3a ed. 2022), 150 p.

- Educación y concienciación: extencionismo rural. Cuernavaca (México): CIDOC / Cuaderno 25, 320 p. (1968)

- Pedagogía del oprimido. Nueva York: Herder y Herder, 1970 (manuscrito en portugués 1968). Publicado con el prefacio de Ernani Maria Fiori. Río de Janeiro, Continuum, 218 p. (1970)/ México: Siglo XXI Editores, (3a ed. 2022), 243 p.
- ¿Extensión o comunicación? Río de Janeiro: Continuum, 1971 93 p. (1971)/ México: Siglo XXI Editores, (2a ed. 2005). 112p.

- La acción cultural para la libertad y otros escritos. Traducción Claudia Schilling, Buenos Aires: Tierra Nueva, 1975.

- Cartas a Guinea-Bissau. Graba un experimento en el proceso. Río de Janeiro: Paz e Terra, (4.ª ed, 1984.), 173 p. 1977.
- Cartas a Guinea-Bissau. Apuntes de una experiencia pedagógica en proceso. México: Siglo XXI Editores, (2a ed. 1998).

- Los cristianos y la liberación de los oprimidos. Lisboa: Cuestiones BASE, 49 p., 1978.

- La conciencia y la historia: la praxis educativa de Paulo Freire (antología). Sao Paulo: Loyola. 1979:

- Multinacional y los trabajadores en Brasil. Sao Paulo: Brasiliense, 226 p. (1979)

- Cuatro cartas a los artistas y animadores culturales. Ministerio de Educación y Deportes, Santo Tomé y Príncipe, 1980.

- Conciencia: la teoría y la práctica de la liberación; una introducción al pensamiento de Paulo Freire (antología). Sao Paulo: Moraes, 102 p. 1980.

- La ideología y la educación: reflexiones sobre la no neutralidad de la educación. Río de Janeiro: Continuum. (1981)

- La educación y el cambio. Río de Janeiro: Continuum. (1981)

- La importancia de leer y el proceso de liberación. México: Siglo XXI Editores, (2a ed. 2022), 152 p.

- Acerca de Educación (Diálogos), Vol. 1 Río de Janeiro:. Continuum. (1982)

- La educación popular. Lins (SP): Todos los Hermanos. (1982)

- La cultura popular, la educación popular. (1983)

- Hacia una pedagogía de la investigación. (1985)

- Aprendiendo de la historia misma. Río de Janeiro: Paz e Terra, 168 p. (1987)

- En la escuela hacemos: una reflexión interdisciplinaria sobre la educación popular. (1988)

- Lo que debe hacer: teoría y práctica de la educación popular. (1989)

- El hablar con los educadores. Montevideo. Roca Viva, (1990)

- La alfabetización - Lectura del mundo y lectura de la palabra. Río de Janeiro: Continuum. (1990)

- La educación en la ciudad. Sao Paulo: Cortez, 144 p, (1991)./ México: Siglo XXI Editores, (1a ed. 1997), 176 p.

- Pedagogía de la esperanza: un reencuentro con la Pedagogía del oprimido. Río de Janeiro: Paz e Terra, 245 p. (1992) / México: Siglo XXI Editores.
- Profesor sí, no tía: cartas a aquellos que se atreven a enseñar. Sao Paulo: Ojo de Agua, 127 p. (1993)

- Política y educación: ensayos. Sao Paulo: Cortez, 119 p. (1993)

- Cartas a Cristina. Prólogo de S. Adriano Nogueira; notas por Ana Maria Araújo Freire. Nueva York: Continuum. 334 p. (1994)

- La escuela se llama vida. Sao Paulo: Ática, 1985; 8. Edición. (1994)

- A la sombra de esta manguera. Sao Paulo: Ojo de Agua, 120 p. (1995)

- Pedagogía: diálogo y conflicto. Sao Paulo: Editora Cortez. (1995)

- El miedo y la audacia. (con Ira Shor). Prólogo Ana María Saúl; Río de Janeiro: Continuum, 1987. (1996)

- Pedagogía de la autonomía. Río de Janeiro: Paz e Terra, 138 p. (1996)/ México: Siglo XXI Editores, (3a ed. 2022), 136 p.

- Pedagogía de la indignación. Cartas pedagógicas en un mundo revuelto. Sao Paulo: UNESP, 134 p. Última obra de Freire, en la que trabajaba al momento de su muerte. (2000)/ México: Siglo XXI Editores (1a ed. 2016).
- El grito manso. 1". ed. 2" reimp.-Buenos Aires: Siglo XXI Editores Argentina, 2006.

- Por una pedagogía de la pregunta (con Antonio Faundez). Ediciones del CREC, 196 p. (2010)

- Reinventando a Paulo Freire en el siglo XXI (Instituto Paulo Freire). Octaedro Editorial, 108 p. (2021)
- Cartas a quien pretende enseñar. México: Siglo XXI Editores, (2a ed. 2010), 160 p.
- El maestro sin recetas. El desafío de enseñar en un mundo cambiante. México: Siglo XXI Editores, (1a ed. 2016), 192 p.
- Pedagogía de los sueños posibles. Por qué docentes y alumnos necesitan reinventarse en cada momento de la Historia. México: Siglo XXI Editores, (1a ed. 2016), 192 p.
- Política y educación. Ensayos para reinventar el mundo. México: Siglo XXI Editores, (2a ed. 2022), 121 p.